# Łaziska (Gmina Iłów)
Pour les articles homonymes, voir Łaziska.
Łaziska  [waˈʑiska] est un village polonais de la gmina d'Iłów dans le powiat de Sochaczew et dans la voïvodie de Mazovie.
Il se situe à environ 5 kilomètres à l'est d'Iłów, à 15 kilomètres au nord-ouest de Sochaczew et à 63 kilomètres à l'ouest de Varsovie.